# Lilian Bryner
Pas d'image ? Cliquez ici
Lilian Bryner, née le 21 avril 1959 à Milan, est une pilote automobile suisse de compétitions sur circuits pour voitures de Tourisme et de Grand Tourisme. En 2004, elle devient la première femme à remporter les 24 Heures de Spa.

## Biographie
Elle comptabilise quatre participations aux 24 Heures du Mans dont la première fut lors des 24 Heures du Mans 1993. L'année suivante, elle participe de nouveau à l'épreuve, avant d'obtenir au volant d'une Porsche 911 Carrera RSR la seconde place dans la catégorie GT2, ce qui la place au classement général à la neuvième place. 
Elle participe en 1995 au championnat BPR où elle obtient un podium. Elle remporte cette année-là la Porsche Cup.
Sa quatrième et dernière participation aux 24 Heures du Mans date de 1997. Ses quatre participations à l'épreuve ont pour particularité d'avoir été effectuées avec son compagnon Enzo Calderari. C'est durant cette même année qu'elle prend part au Championnat FIA GT.
L'année 1998 voit Lilian Bryner concourir au championnat international des voitures de sport 1998. Elle retrouve le championnat en 2000 et remporte les 500 kilomètres de Spa.
Sa carrière automobile se poursuivra alors au sein du Championnat FIA GT jusqu'en 2005. En 2004, elle obtient deux victoires dont une lors des prestigieuses 24 Heures de Spa. Elle est d'ailleurs la première femme à remporter l'épreuve.

## Palmarès

### Titre
- Porsche Cup en 1995, associée à Enzo Calderari pour le Stadler Motorosport;
  - 3e du Championnat BPR 1995.

### Victoires notables

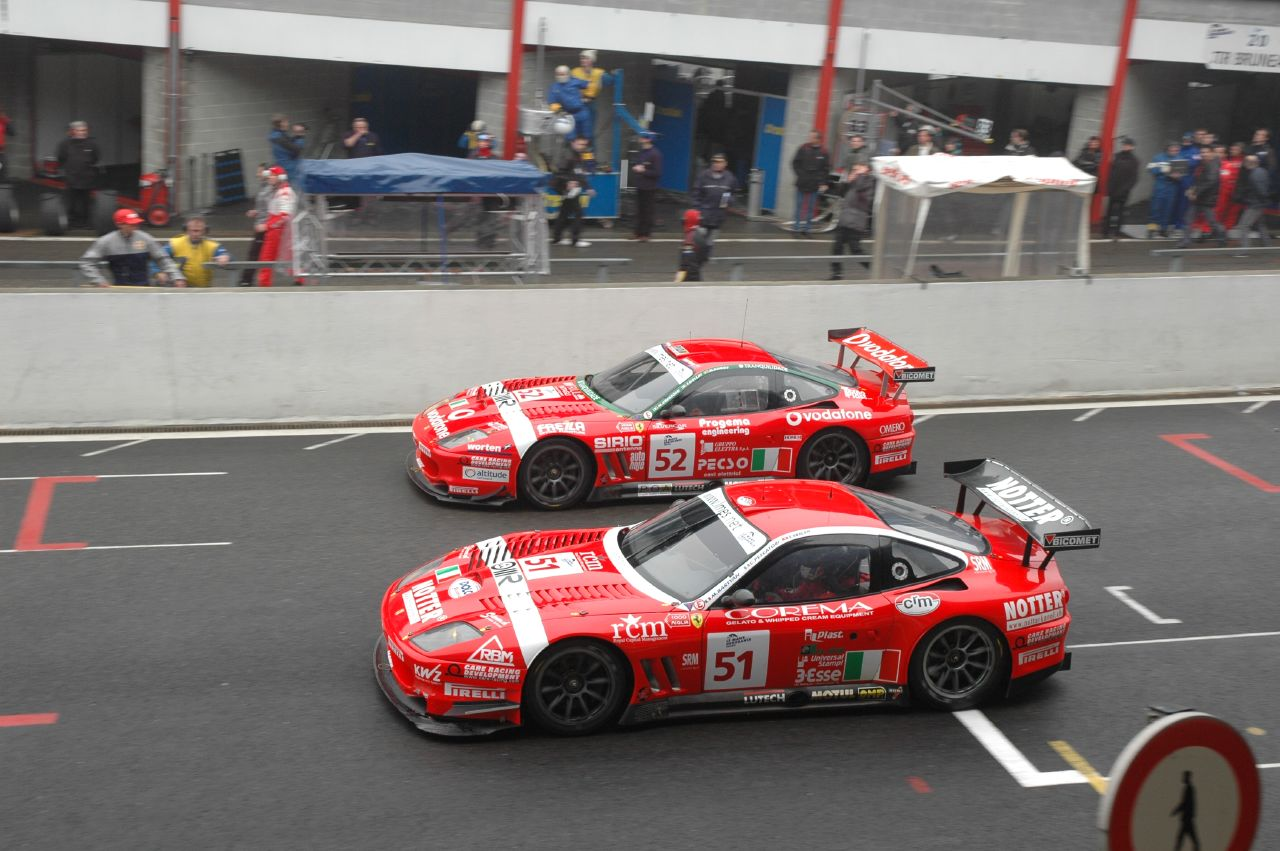
Deux Ferrari 550 GTS Maranello de BMS-Scuderia Italia, modèle utilisé en Championnat FIA GT 2004 pour la victoire à Spa (ici grille 2005 des 1000 km - pos. 25-26).

- 1994, 1995 et 1996: victoire de Groupe aux 24 Heures de Daytona, avec Enzo Calderari sur Porsche 911 Carrera RSR (pour Écurie Biennoise (1) puis Stadler Motorsport (2))[2];
- 24 Heures de Spa en 2004, avec Enzo Calderari  et les italiens Luca Cappellari et Fabrizio Gollin sur Ferrari 550 Maranello de la Scuderia Italia (victoires de classe GT en 2003 et 2004, et 4e en 2005).

(Nota Bene: elle a également terminé 3e du RAC Tourist Trophy 1988, 2e des 1 000 kilomètres de Monza en 1998, 2e des 6 Heures de Vallelunga la même année -3e en 1994 et 1996-,  et enfin 3e puis 4e des 24 Heures de Daytona en 1996 et 1999 -5e en 1995-, l'ensemble de ces podiums ayant vu la participation d'Enzo Calderari.)

## Résultats

### Résultats aux24 Heures du Mans[3]
| Année | Équipe               | Voiture                   | Équipier       | Équipier                 | Résultat |
| ----- | -------------------- | ------------------------- | -------------- | ------------------------ | -------- |
| 1993  | Cartronic Motorsport | Porsche 911 Carrera 2 Cup | Enzo Calderari | Luigino Pagotto          | Abandon  |
| 1994  | Écurie Biennoise     | Porsche 911 Carrera       | Enzo Calderari | Renato Mastropietro (en) | Rang 9   |
| 1995  | Stadler Motorsport   | Porsche 911 GT2           | Enzo Calderari | Andreas Fuchs (de)       | Abandon  |
| 1997  | Stadler Motorsport   | Porsche 911 GT2           | Enzo Calderari | Angelo Zadra             | Abandon  |

### Résultats aux12 Heures de Sebring
| Année | Équipe             | Voiture                 | Équipier       | Équipier                 | Résultat |
| ----- | ------------------ | ----------------------- | -------------- | ------------------------ | -------- |
| 1994  | Ecurie Biennoise   | Porsche 911 Carrera RSR | Enzo Calderari | Renato Mastropietro (en) | Rang 9   |
| 1996  | Stadler Motorsport | Porsche 911 Carrera RSR | Enzo Calderari | Ulli Richter             | Abandon  |
| 1997  | Stadler Motorsport | Porsche 911             | Enzo Calderari | Ulli Richter             | Rang 14  |